# Stompetoren
Stompetoren (52° 37′ N, 4° 49′ L) é uma cidade dos Países Baixos, na província de Holanda do Norte. Stompetoren pertence ao município de Alkmaar, e está situada a 6 km sudeste de Alkmaar.
Em 2001, a cidade de Stompetoren tinha 1087 habitantes. A área urbana da cidade é de 0.28 km², e tem 432 residências.
A área de Stompetoren, que também inclui as partes periféricas da cidade, bem como a zona rural circundante, tem uma população estimada em 1300 habitantes.